# Quầng thiên hà
Quầng thiên hà là một thành phần hình cầu mở rộng  của một thiên hà trải rộng ra ngoài thành phần chính, có thể nhìn thấy được. Một số thành phần riêng biệt của các thiên hà bao gồm quầng sáng:
- Thiên hà cầu (sao)
- Thiên hà corona (khí nóng, tức Plasma)
- vật chất tối quầng

Sự khác biệt giữa quầng sáng và phần chính của thiên hà rõ ràng nhất trong các thiên hà xoắn ốc, nơi hình cầu của hào quang tương phản với đĩa phẳng. Trong một thiên hà hình elip, không có sự chuyển tiếp sắc nét giữa cơ thể của thiên hà và quầng sáng.

## Các thành phần chính của quầng thiên hà

### Quầng sao
Quầng sao là một quần thể gần như hình cầu của các sao lĩnh vực và cụm sao cầu. Nó bao quanh hầu hết các thiên hà đĩa cũng như một số thiên hà elip thuộc loại cD. Một lượng nhỏ (khoảng một phần trăm) khối lượng sao của một thiên hà nằm trong quầng sao, có nghĩa là độ sáng của nó thấp hơn nhiều so với các thành phần khác của thiên hà.
Trong vệt sao của dải Ngân Hà, các ngôi sao có xu hướng già (lớn nhất hơn 12 tỷ năm tuổi) và kim loại nghèo.